# 山﨑賢人
山﨑 賢人（やまざき けんと、1994年〈平成6年〉9月7日 - ）は、日本の俳優。
東京都板橋区出身。スターダストプロモーション制作2部所属。
「山崎」と表記されることがあるが、正しくは「山﨑」である。

## 来歴
中学3年生のときに東京・原宿竹下通りのDAISO前でスカウトされ、現事務所に所属。雑誌『ピチレモン』のオーディションに合格し、2010年2月号からメンズモデルとして活動する。
2010年7月期の金曜ナイトドラマ『熱海の捜査官』（テレビ朝日）でテレビドラマに初出演し、俳優デビュー。
2011年公開の映画『管制塔』で映画初出演にして初主演。同年10月期の木曜ドラマ9『ランナウェイ〜愛する君のために』（TBS）でゴールデン・プライム帯の連続ドラマに初出演。また、同年11月号をもってピチレモンの専属モデルを卒業。
2013年1月28日放送のスペシャルドラマ『佐藤家の朝食、鈴木家の夕食』（BSジャパン）でテレビドラマ初主演。同年4月期の土曜ドラマ『35歳の高校生』（日本テレビ）で、一見、目立たない存在ながらも実はクラスを陰で操っていたという、物語のカギとなる生徒を演じ、注目を集める。
2014年公開の剛力彩芽の映画初主演作となる『L・DK』で、剛力演じるヒロインの相手役に抜擢され、さらに知名度を上げる。劇中で披露した“壁ドン”がこの年の流行語トップ10に選ばれ、火付け役として流行語大賞表彰式に登壇。また、映画『L・DK』以降、数多くの少女漫画の実写映画に起用されるようになる。同年の舞台『里見八犬伝』で舞台初出演にして初主演。
2015年の上半期連続テレビ小説『まれ』（NHK）で朝ドラ初出演。ヒロインの相手役を演じてお茶の間での知名度も一気にアップし、さらに同年7月期の日曜ドラマ『デスノート』（日本テレビ）で、映画版では松山ケンイチが演じたL役に抜擢され、大ブレイクを果たす。また、同年公開の映画『ヒロイン失格』、『orange-オレンジ-』で共にヒロインの相手役を好演し、第39回日本アカデミー賞で新人俳優賞を受賞。
2015年に始まったViVi国宝級イケメンランキングで初代1位に輝き、続く2016年上半期には連覇を達成し、初代殿堂入りを果たす。
2016年7月期のドラマ『好きな人がいること』（フジテレビ）で月9初出演でヒロインの相手役を務める。
2017年には、世界的人気漫画『ジョジョの奇妙な冒険 』の実写映画に主演。同年10月期のドラマ『陸王』（TBS）に役所広司の息子役で日曜劇場初出演。
2018年1月期の日曜ドラマ『トドメの接吻』（日本テレビ）でゴールデン・プライム帯の連続ドラマ初主演を果たす。その後も7月期の木曜劇場『グッド・ドクター』（フジテレビ）で主演を務め、「自閉症スペクトラム障害ながら驚異的な記憶力を持つサヴァン症候群の小児外科研修医」という難役の演技が評価され、第98回ザテレビジョンドラマアカデミー賞で 主演男優賞を受賞。同年12月、アジアベスト俳優賞を日本人で初めて受賞。
2019年公開の映画『二ノ国』で声優初挑戦にして初主演。
2019年から続く大作映画『キングダム』シリーズで主人公の信を演じる。『キングダム』、『キングダム2 遥かなる大地へ』は共に公開された年の邦画実写作品の興行収入で1位を獲得している。
2020年にシーズン1、2022年にシーズン2が配信され、土屋太鳳とW主演したNetflixのドラマ『今際の国のアリス』は両シーズン共に高い評価を受け、世界的にヒットした。
2021年、中国最大のソーシャルメディア『WEIBO（微博）』にて、活躍する日本の著名人らを表彰する『WEIBO Account Festival in Japan 2020』で最優秀俳優賞を受賞。
2022年10月期のドラマ『アトムの童』（TBS）で日曜劇場初主演。
2024年6月に、第23回ニューヨーク・アジアン映画祭で「The Best from the East Award」を日本人として初受賞した。

## 人物
趣味は音楽鑑賞、特技はサッカー。
お笑い芸人の東京ホテイソンのショーゴは小学生時代、山﨑賢人と同じサッカーチームに所属していた
中学時代はサッカー部でエースナンバーの10番を背負っていた。子供の頃の夢はプロサッカー選手になることで、例えプロサッカー選手になれなくても将来は何かサッカーに携われるような仕事に就きたいと思っていた。2017年公開の映画『ジョジョの奇妙な冒険』ではロケ地がスペインだったこともあり共演者の山田孝之や神木隆之介らとともにFCバルセロナのホームスタジアムであるカンプ・ノウにサッカー観戦しにも行っている。
2020年公開の映画『劇場』の主演に山﨑を起用した行定勲監督は役者としての山﨑について「彼はすごくいいですよ。素直だし、考え方がすごく真面目。役者としての好感度とか、(本作における)役柄の設定上自分がどう見られるかとか全く気にしてなくて、与えられたひとつひとつの役とちゃんと向き合っている」「少女漫画を原作にした実写化映画の制作側から『どうしても山﨑賢人で』って形で頼られることも多いんだろうけど、この映画『劇場』だけじゃなくてこれからも綺麗じゃないちょっと薄汚い感じの山﨑賢人をもっと見てみたいと思ってる」「昔、『ピンクとグレー』のときに菅田将暉に『同年代の俳優で誰がいちばん気になる?』って聞いたら、『山﨑賢人ですね。友だちなんですけど、アイツは、1本1本の映画との向き合い方がスゴいんです』って言ってたことがあるんですけど、その通りだなと思って」と、山﨑の役や作品に向き合う真摯な姿勢を絶賛している。
雑誌『ピチレモン』で行われた女装企画にて、投票結果1位を獲得した。
初めて買ったCDはMr.Childrenの「HOME」。
7歳上の兄がいる。

## 出演
主演作は太字で記載。

### テレビドラマ
- 熱海の捜査官（2010年7月30日 - 9月17日、テレビ朝日） - 四十万新也 役
- クローン ベイビー（2010年10月8日 - 12月17日、TBS） - 岡部城太郎 役
- ランナウェイ〜愛する君のために（2011年10月27日 - 12月22日、TBS） - PANDA 役
- 黒の女教師（2012年7月20日 - 9月21日、TBS） - 安田俊介 役
- カウンターのふたり 第8話「ラブレター」（2012年8月4日、TwellV） - 鴨居一 役
- 佐藤家の朝食、鈴木家の夕食（2013年1月28日、BSジャパン） - 主演・佐藤拓海 役[45]
- 35歳の高校生（2013年4月13日 - 6月22日、日本テレビ） - 阿久津涼 役[46]
- チーム・バチスタ4 螺鈿迷宮（2014年1月7日 - 3月18日、関西テレビ・フジテレビ） - 桜宮葵 役[47]
- 弱くても勝てます 〜青志先生とへっぽこ高校球児の野望〜（2014年4月12日 - 6月21日、日本テレビ） - 江波戸光輝 役[48]
- 水球ヤンキース（2014年7月12日 - 9月20日、フジテレビ） - 三船龍二 役[49]
- 連続テレビ小説 まれ（2015年3月30日 - 9月26日、NHK） - 紺谷圭太 役[50]
  - まれ スピンオフ 前編「僕と彼女のサマータイムブルース」（2015年10月24日、NHK BSプレミアム）[51][52]
  - まれ スピンオフ 後編「一子の恋〜洋一郎25年目の決断〜」（2015年10月31日、NHK BSプレミアム）[51]
- 永遠のぼくら sea side blue（2015年6月24日、日本テレビ） - 永田拓 役[53]
- デスノート（2015年7月5日 - 9月13日、日本テレビ） - L 役[54]
- 好きな人がいること（2016年7月11日 - 9月19日、フジテレビ） - 柴崎夏向 / 西島拓海 役[55]
- 陸王（2017年10月15日 - 12月24日、TBS） - 宮沢大地 役[56]
- トドメの接吻（2018年1月7日 - 3月11日、日本テレビ） - 主演・堂島旺太郎 役[57][58]
- グッド・ドクター（2018年7月12日 - 9月13日、フジテレビ） -  主演・新堂湊 役[59]
- 今日から俺は!! 最終話（2018年12月16日、日本テレビ） - 香取 役[60]
- 時効警察はじめました  最終話（2019年12月6日、テレビ朝日） - 雨夜翔太 役[61]
- アトムの童（2022年10月16日 - 12月11日、TBS） - 主演・安積那由他 役[62][63]
- ゴールデンカムイ -北海道刺青囚人争奪編-（2024年10月6日 - 12月1日、WOWOW） - 主演・杉元佐一 役[64][65]

### 配信ドラマ
- 電報日和 第6話「卒業」（2012年3月7日、フジテレビ） - 亮太 役
- 僕だけが17歳の世界で 第4話（2020年3月12日、AbemaTV） - 通行人 役（友情出演）[66]
- 今際の国のアリス（Netflix） - 主演・有栖良平 役（土屋太鳳とW主演）
  - シーズン1（2020年12月10日）[67]
  - シーズン2（2022年12月22日）[68]
  - シーズン3（2025年9月25日配信予定）[69][70][71]

### 映画
- 管制塔（2011年4月9日公開、ソニー・ミュージックエンタテインメント） - 主演・藤田駈 役（橋本愛とW主演）[72]
- 麒麟の翼 〜劇場版・新参者〜（2012年1月28日公開、東宝） - 杉野達也 役
- リアル鬼ごっこ3（2012年5月12日公開、ジェネオン・ユニバーサル） - 主演・スグル 役[73]
- Another（2012年8月4日公開、東宝） - 主演・榊原恒一 役（橋本愛とW主演）[74]
- 今日、恋をはじめます（2012年12月8日公開、東宝） - 長谷川西希 役
- ジンクス!!!（2013年11月16日公開、ティ・ジョイ） - 野村雄介 役[75]
- L・DK（2014年4月12日公開、東映） - 久我山柊聖 役[76]
- ヒロイン失格（2015年9月19日公開、ワーナー・ブラザース映画） - 寺坂利太 役[77]
- orange -オレンジ-（2015年12月12日公開、東宝） - 成瀬翔 役[78]
- オオカミ少女と黒王子（2016年5月28日公開、ワーナー・ブラザース映画） - 主演・佐田恭也 役（二階堂ふみとW主演）[79]
- 四月は君の嘘（2016年9月10日公開、東宝） - 主演・有馬公生 役（広瀬すずとW主演）[80]
- 一週間フレンズ。（2017年2月18日公開、松竹） - 主演・長谷祐樹 役（川口春奈とW主演）[81]
- ポエトリーエンジェル（2017年5月20日、アークエンタテインメント） - 説明会に参加した男 役（友情出演）[82]
- ジョジョの奇妙な冒険 ダイヤモンドは砕けない 第一章（2017年8月4日公開、東宝 / ワーナー・ブラザース） - 主演・東方仗助 役[83]
- 斉木楠雄のΨ難（2017年10月21日公開、ソニー・ピクチャーズ エンタテインメント / アスミック・エース） - 主演・斉木楠雄 役[84]
- 氷菓（2017年11月3日公開、KADOKAWA） - 主演・折木奉太郎 役（広瀬アリスとW主演）[85]
- 羊と鋼の森（2018年6月8日公開、東宝） - 主演・外村直樹 役[86]
- キングダム（2019年4月19日公開、東宝 / ソニー・ピクチャーズ エンタテインメント） - 主演・信 役[87]
  - キングダム2 遥かなる大地へ（2022年7月15日公開）[88][89]
  - キングダム 運命の炎（2023年7月28日公開）[90]
  - キングダム 大将軍の帰還（2024年7月12日公開）[91]
  - キングダム 大将軍の意思を継いだものたち（2026年夏公開予定）[92]
- ヲタクに恋は難しい（2020年2月7日公開、東宝） - 主演・二藤宏嵩 役（高畑充希とW主演）[93]
- 劇場（2020年7月17日公開、吉本興業） - 主演・永田 役[94]
- 狂武蔵（2020年8月21日公開、アルバトロス）- 忠助 役[95]
- 夏への扉 -キミのいる未来へ-（2021年6月25日公開、東宝 / アニプレックス） - 主演・高倉宗一郎 役[96]
- ゴールデンカムイ（2024年1月19日公開、東宝） - 主演・杉元佐一 役[97]
- 陰陽師0（2024年4月19日公開、ワーナー・ブラザース映画） - 主演・安倍晴明 役[98]
- アンダーニンジャ（2025年1月24日公開、東宝） - 主演・雲隠九郎 役[99]

### 劇場アニメ
- 映画 妖怪ウォッチ 空飛ぶクジラとダブル世界の大冒険だニャン!（2016年12月17日公開、東宝） - エンマ大王 役[100]
- 二ノ国（2019年8月23日公開、ワーナー・ブラザース映画） - 主演・ユウ 役[101]

### ゲーム
- 妖怪ウォッチ ぷにぷに（2019年9月1日） - ユウ 役

### 舞台
- 里見八犬伝（2014年10月31日 - 11月17日、新国立劇場 中劇場 / 11月21日 - 23日、シアターBRAVA! / 11月26日、アルファあなぶきホール・大ホール / 11月28日、北九州ソレイユホール / 12月6日、千葉県南総文化ホール・大ホール）- 主演・犬塚信乃 役[8]
- 里見八犬伝（2017年4月 - 5月、千葉県南総文化ホール 他、全国12都市 33公演） - 主演・犬塚信乃 役[102]

### CM・広告
- フォルクスワーゲングループジャパン 「父のナイトドライブ」篇（2010年）
- 静岡産業大学 「脳内スイッチ・情報デザイン」篇（2011年）
- ダイハツ工業 「キャスト アクティバ」（2015年 -）[103]
- 三菱UFJ銀行（2016年 - ）
- 富士通ゼネラル
  - 「nocriaX」（2016年 - 2017年）[104]
  - 「nocria」（2018年 - ）
- カゴメ・野菜生活100（2016年 - 2017年）
- Shadowverse（2016年）
- Galaxy
  - 「どんな君も、逃さない。（Galaxy S7 edge）」（2017年）[105]
  - 「昨日までを、超えてゆけ（Galaxy S8）」（2017年）[106]
- アイフルホーム（2017年 - ）
- マイナビ「バイト訪問 わたあめ屋」篇（2017年）
- 花王「リーゼフォーメン」自然に見えたい+ミストぶら下がり篇（2018年 - ）
- 山崎製パン「ランチパック」いつだって、どこだって!ぼくらのミカタ。
  - 「Pop Up!」篇（2019年1月1日 - ）
  - 「Anywhere」篇（2019年9月1日 - ）[107]
  - 「選べる楽しさ」篇（2021年1月1日 - ）[108]
- 東京地下鉄（東京メトロ）「Tokyo Next Story」（2019年）[109]
- 楽天（ラクマ）
  - 「体験」篇（2020年2月29日 - ）[110]
  - 「1000円キャンペーン」篇（2020年3月7日 - ）[111]
- 明治「ザバス」
  - 「ザバスチャンス」篇（2022年6月7日 - ）[112]
  - 「運動したら、ザバス。」篇（2023年6月19日 - ）[113]
  - 「カッコイイって、なんだろ？」篇（2025年6月30日 - ）[114]
- オークリー ブランドアンバサダー（2022年11月5日 - ）[115]
- Saint Laurent ブランドアンバサダー（2023年2月 - ）[116]
- サントリー「サントリー生ビール トリプル生」
  - 「新生活を生きる人」篇（2023年3月 - ）[117]
  - 「声を出す人」篇 「追いかける人」篇（2023年10月 - ）[118]
  - 「雨が上がる」篇（2024年4月 - ）[119]
  - 「長すぎる夏の日」篇（2024年7月 - ）[120]
  - 「MYサン生ジョッキ」篇（2024年9月 - ）[121]
  - 「球場」篇（2024年9月 - ）[122]
  - 「生生家」篇（2024年12月 - ）[123]
  - 「ものすごく生」篇（2025年2月 - ）[124]
  - 「生奉行」篇（2025年4月 - ）[125]
  - 「MYサン生ジョッキ2」篇（2025年5月 - ）[126]
  - 「銭湯」篇（2025年7月 - ）[127]
- ファイントゥデイ「uno」（2023年10月 - ）[128]
- ウブロ ブランドアンバサダー（2023年11月 - ）[129]
- 湖池屋「湖池屋プライドポテト」
  - 「もう夢中になることなんて ないと思っていた。2人の出会い」篇 「もう夢中になることなんて ないと思っていた。神のり塩」篇 「もう夢中になることなんて ないと思っていた。ぞっこん岩塩」篇（2024年2月 - ）[130]
  - 「Gold Style Tasting 企業努力」篇 「Gold Style Tasting 難題」篇 「Gold Style Tasting 知恵」篇（2024年3月 - ）[131]
  - 「食べます?」篇 「結婚式のあと」篇（2024年11月 - ）[132]
  - 「渚の夢中」篇（2025年2月 - ）[133]
  - 「夢中になるポテチ 夢中の理由」篇（2025年4月 - ）[133]
  - 「ムチュウ人」篇（2025年5月 - ）[133]
- ピザハット
  - 「PIZZA BEAUTIFUL DAY!」篇「今夜はピザる?（マルゲ）」篇（2024年4月 - ）[134]
  - 「今夜はピザる?（チーズ増量）」篇（2024年10月 - ）[135]
  - 「Pizza Talk! 牛ハラミピザ」篇（2025年7月 - ）[136]
- 第一三共ヘルスケア「ルルアタックプレミアム」
  - 「エージェント」篇（2024年10月 - ）[137]
- ファイントゥデイ「uno」
  - 「新入社員への肌指導」篇（2025年3月 - ）[138]

### PV
- Galileo Galilei「管制塔」（2011年）
- 鴉「列車」（2011年）
- 菅田将暉「さよならエレジー」（2018年）[139]

## 書籍

### 写真集
- 山﨑賢人ファースト写真集「現在地」（2014年3月27日、ワニブックス）ISBN 978-4-8470-4629-2
- 山﨑賢人写真集「THE KENTOS」（2014年12月17日、東京ニュース通信社）ISBN 978-4-86336-446-2
- 山﨑賢人メモリアルBOOK「Scene#20」（2015年9月26日、KADOKAWA）ISBN 978-4-04-731981-3
- 山﨑賢人写真集 「KENTO YAMAZAKI」（2019年4月24日、KADOKAWA）ISBN 978-4-04-896369-5
- 山崎賢人 15周年記念写真集「15/30」（2024年9月7日、幻冬舎）[140]ISBN 978-4-34-404338-1

### 雑誌連載
- ピチレモン メンズモデル（2009年12月 - 、学研パブリッシング）
- 月刊ザテレビジョン連載(2014年9月-2015年9月)

### 小説表紙
- 放送禁止。卒業〈2〉（2011年12年22月、集英社ピンキー文庫） ISBN 978-4-0866-0026-2 - カバーモデル
- 普通の恋がしたいんだっ!!（2012年3月23日、集英社ピンキー文庫） ISBN 978-4-0866-0033-0 - カバーモデル

### 雑誌表紙
- ショパン(2018年6月号)

## 受賞歴
2016年
- 第39回日本アカデミー賞 新人俳優賞（『orange - オレンジ -』､『ヒロイン失格』）[141]

2018年
- 第98回ザテレビジョンドラマアカデミー賞 主演男優賞（『グッド・ドクター』）[142]
- アジアベスト俳優賞 エンターテインメントアワード「2019愛奇芸尖叫之夜」

2020年
- 最優秀俳優賞  「WEIBO Account Festival in Japan 2020」[143]

2024年
- 第23回ニューヨーク・アジアン映画祭（英語版）「The Best from the East Award」（『キングダムシリーズ』）[28]
- LINE NEWS AWARDS 2024 俳優部門[144]
- ELLE CINEMA AWARDS 2024 エル メン賞[145]

2025年
- 第48回日本アカデミー賞 優秀主演男優賞（『キングダム 大将軍の帰還』）[146]
- Weibo日本年度ベスト俳優賞[147]